# 東京画廊
東京画廊（とうきょうがろう、英語: Tokyo Gallery）は、1950年（1951年とする記述もある）に創業した銀座の画廊。初期にはおもに日本の具象画家の企画展を手がけたが、1960年代以降は現代美術を広く紹介するようになり、1970年代以降には大韓民国、また1980年代以降には中華人民共和国の現代美術も扱うようになっている。2002年には、北京市郊外の大山子地区にBTAP（北京東京藝術工程）を開設した。

## 1950年代
創業者の山本孝は、志水楠男の協力を得て開業し、最初の企画展として鳥海青児展を開催した。以降、安井曾太郎ら日本の具象画家をおもに扱い、萬鐡五郎、加山又造らの個展を開いた。
しかし、瀧口修造の紹介により1958年に斎藤義重展を開催したことを契機に、1960年代に入ると現代美術の紹介に重点が置かれるようになった。

## 1960年代
高松次郎、白髪一雄、岡本太郎らが取り上げられ、展覧会に際しては瀬木慎一、中原佑介、瀧口修造らが文章を寄せた。さらに並行して、ルチオ・フォンタナやイヴ・クラインなど海外作家の個展も開催し、ジャクソン・ポロック、フリーデンスライヒ・フンデルトワッサーらが取り上げられた。

## 1970年代
大韓民国の金煥基や李禹煥をはじめとして、アジアの現代美術の紹介に取り組み始めた。

## 1980年代
中華人民共和国の美術の紹介に力を割くようになり、蔡國強などを紹介した。

## 2000年代
2000年、創業者・山本孝の長男である山本豊津が社長に就任した。
2002年には、山本豊津の弟である田畑幸人が主導して、北京市郊外の大山子地区の工場跡にBTAP（北京東京藝術工程）を開設した。

## テレビ番組
- 日経スペシャル ガイアの夜明け 燃える中国アート争奪戦 〜"日本・欧米・中国"世界が狙うお宝〜（2005年1月4日、テレビ東京）[5] - 中国アートをビジネスにする日本人オーナーの挑戦を取材。